# Luciano Milla Cisneros
Luciano Milla Cisneros (Gracias, 15 de abril de 1890 - Tegucigalpa, 24 de febrero de 1949) fue un médico, político, diplomático y Presidente del Congreso Nacional de Honduras. 

## Biografía
Nació en la ciudad colonial de Gracias, Departamento de Lempira el 15 de abril de 1890, fallecería en la ciudad capital de la República de Honduras un 24 de febrero de 1949. Hijo del matrimonio entre el señor Luciano Milla Otero y Concepción Cisneros, sus otros hermanos son: Juan, Jeremías, María Úrsula y Alejandrina Milla Cisneros. Realizó sus estudios primarios y secundarios en el Instituto de Segunda Enseñanza de la ciudad de Gracias, Lempira, continuándolos en el Instituto Nacional de Tegucigalpa y seguidamente ingresaría a la facultad de medicina en la Universidad de Guatemala y en 1916 continuaría sus estudios en la Universidad Central de Honduras, actual Universidad Nacional Autónoma de Honduras, donde obtuvo su título de Médico.
Fue militante del Partido Nacional de Honduras desde 1923, entre 1925 a 1926 lo encontramos como Gobernador Político del Departamento de Copán, estando en la ciudad de Santa Rosa de Copán el doctor Luciano Milla Cisneros fue parte de la fundación de la Logia Libertad n.º 4, junto a los licenciados Ernesto Fiallos y Federico C. Canales.
En 1928 fue nombrado representante diplomático y plenipotenciario de la República de Honduras ante el gobierno de Guatemala y ante el gobierno de México y que renunciaría el 20 de febrero de 1929. Seguidamente con al victoria en las elecciones generales por el doctor y general Tiburcio Carias Andino, el doctor Milla Cisneros, logra su diputación por el Departamento de Lempira en el Congreso Nacional de Honduras.
En 1936 su sobrina Alejandrina Bermúdez Milla, contrae matrimonio con el joven doctor ocotepequense Ramón Villeda Morales, con el visto bueno de la familia, aun por sus diferencias políticas.
Fue miembro del Colegio Médico de Honduras. 

### Breve presidencia del Congreso Nacional de Honduras
A finales de 1948 es nombrado como diputado Presidente del Congreso Nacional de Honduras y estando ya en posesión de su cargo, colocó la banda presidencial al doctor y general Juan Manuel Gálvez como nuevo presidente constitucional de la República de Honduras. Más tarde, el 18 de enero de 1949 el Congreso Nacional bajo su cargo, reforma el Decreto n.º 7 sobre la Bandera de Honduras, mediante Decreto 29, modificando que el color de la Bandera Nacional será de Azul turquesa. Después, el 18 de febrero, el Soberano Congreso Nacional, instituyó la creación del Premio Nacional de Ciencia José Cecilio del Valle, el Premio Nacional de Arte Pablo Zelaya Sierra y el Premio Nacional de Literatura Ramón Rosa con sus respectivas articulaciones, misma que sería efectivas unos años más adelante. El 21 de febrero del mismo año, el Congreso Nacional emitía Decreto en cuanto a la jurisdicción judicial de la Cortes de Apelaciones de los departamentos de Comayagua y Santa Bárbara.
El jueves 24 de febrero de 1949, a la edad de 59 años, Milla Cisneros, quien padecía severos síntomas depresivos, se suicida en la ciudad de Tegucigalpa.